# Las Plassas
Las Plassas (en sardo: Is Pratzas) es un municipio de Italia de 269 habitantes en la provincia de Cerdeña del Sur, región de Cerdeña.

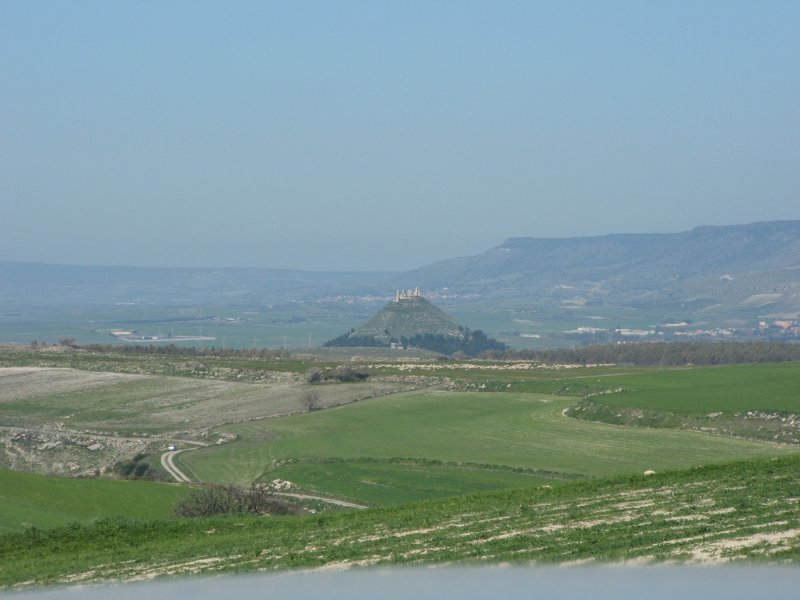
Las Plassas, y su castillo, vistos desde Villanovafranca.

## Evolución demográfica
| Gráfica de evolución demográfica de Las Plassas entre 1861 y 2001 |
|                                                                   |
| Fuente ISTAT - Elaboración gráfica de Wikipedia                   |